# Almôndegas
Almôndegas foi uma das bandas pioneiras em criar uma linguagem particular para a música pop gaúcha. Oriundos da cidade de Pelotas, Rio Grande do Sul. Os Almôndegas misturavam velhas canções do folclore gaúcho, MPB e rock.

## Biografia
Os Almôndegas surgiram oficialmente com a gravação do primeiro LP, em 1975, mas desde quatro anos antes os irmãos Kleiton Ramil e Kledir Ramil, o primo Pery Souza e os amigos Gilnei Silveira e Quico Castro Neves lideravam uma gurizada que se reunia num apartamento no bairro Petrópolis, em Porto Alegre, para cantar. Músicos de formação eclética, eles só pensavam em se divertir quando venceram o I Festival Universitário da Canção Catarinense com a música Vento Negro.
Em 1974, realizaram sua primeira gravação: a música "Testamento", com letra de José Fogaça, música que virou trilha sonora de um programa (Opinião Jovem) que o próprio José tinha na rádio Continental 1120 AM.
A mescla de regionalismo com música pop, espécie de marca registrada dos Almôndegas, surgiu meio por acaso. Em um show no antigo Encouraçado Butikin, o grupo cantou Amargo, de Lupicínio Rodrigues, e a reação da platéia foi calorosa. Com o aval do público, os músicos passaram a repetir a apresentação em outros shows e levaram a experiência para o primeiro disco.
Gravaram o primeiro LP ("Almôndegas"), em 1975 (mesmo ano de "Aqui", trabalho que colocou a faixa "Canção da Meia-noite" na novela Saramandaia, da Rede Globo de Televisão). Em 1977, a banda partiu para o Rio de Janeiro. Kleiton, Kledir e Gilnei levavam outros sonhos na bagagem e contavam com o auxílio precioso dos novos integrantes João Baptista e Zé Flávio. Neste ano, vieram mais dois discos: "Gaudêncio Sete Luas" (na verdade, uma coletânea dos anteriores) e "Alhos com Bugalhos". Os registros da carreira do Almôndegas culminou com "Circo de Marionetes", de 1978. No seguinte - 1979 - o grupo se desfez.
Mesmo iniciando sua carreira no circuito universitário e sendo lançados junto com as sementes do que seria o Rock do Sul, o grupo nunca negou as raízes Rio-grandenses, tanto que participaram, em 1975, da quinta "Califórnia da Canção Nativa", com a música "Piquete do Caveira".
Seus componentes mais famosos foram os irmãos Kleiton e Kledir Ramil.

### Reencontros depois do fim
Depois do final da banda, em 1979, os integrantes continuaram a se encontrar em diversas ocasiões.
Em novembro de 1990, quase todos os integrantes de todas as formações se reencontraram para uma série de shows na casa noturna de Porto Alegre, L'Atmosphere, para um show em comemoração aos seus 15 anos de surgimento da banda, contando com Inácio do Canto (baixo) e Fernando Pezão (bateria), substituindo João Baptista e Arthurzaz, respectivamente.
Em 2010, foram homenageados no Carnaval de Pelotas (Rio Grande do Sul), o que foi motivo para o reencontro de ex-integrantes do grupo.

## Influência no rock gaúcho
O trabalho do Almôndegas virou referência para artistas posteriores do pop rock gaúcho como Thedy Corrêa , Wander Wildner , Duca Leindecker  entre outros. Em eleição promovida pelo portal gaúcho clicrbs, três canções dos almôndegas ("Vento Negro", "Até Não Mais" e "Haragana") foram lembradas por outros artistas entre as músicas que melhor representam o Rio Grande do Sul.

## Membros

#### Última formação
- Kledir Ramil  - voz e violão (1971 - 1979)
- Kleiton Ramil - voz e violino (1971 - 1979)
- Gilnei Silveira - percussão e voz (1971 - 1979)
- Zé Flávio - violão e voz (1975 - 1979)
- João Baptista - baixo (1975 - 1979)
- Arthurzaz - bateria (1975 - 1979)

#### Ex-integrantes
- Pery Souza - baixo e voz (1971 - 1975)
- Quico Castro Neves - violão e voz (1971 - 1975)

## Discografia
Todos os álbuns foram lançados originalmente em LPs, exceto Warner 30 Anos: Almôndegas (2006), lançado em CD. Seus dois últimos LPs foram reeditados em CDs pela Universal Music: Alhos com Bugalhos e Circo de Marionetes.

### Álbuns de estúdio
- (1975) Almôndegas
- (1975) Aqui
- (1977) Alhos com Bugalhos
- (1978) Circo de Marionetes

### Álbuns de compilação
- (1977) Gaudêncio Sete Luas
- (2006) Warner 30 Anos: Almôndegas